# Pineta di Ponente di Viareggio
Il parco Pineta di Ponente di Viareggio o, più semplicemente, Pineta di Ponente di Viareggio  è un parco urbano situato nella centro della città di Viareggio.

## Descrizione

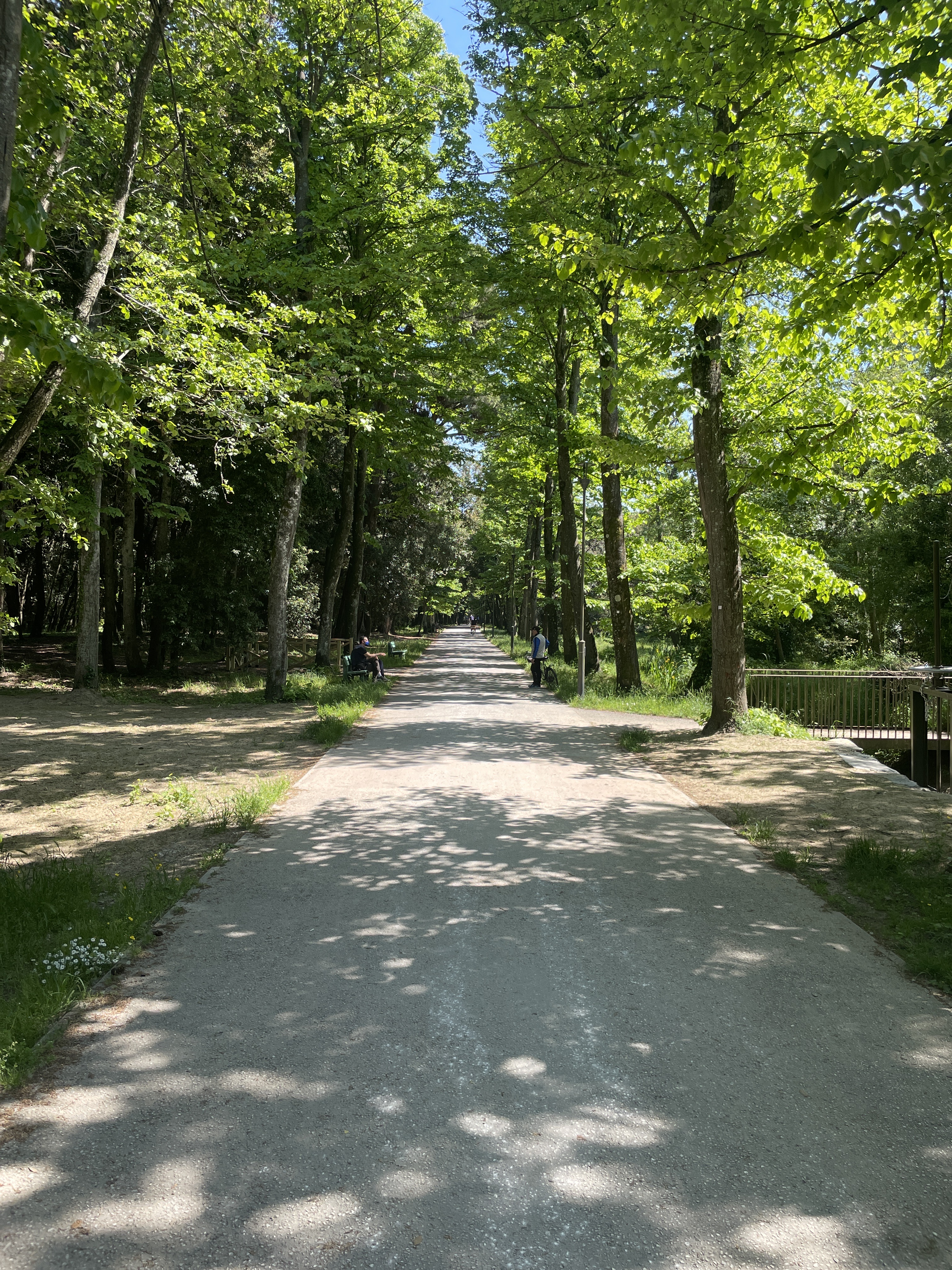
Il Viale Cadorna nella parte tra via Zara e via Marco Polo.

Il parco della Pineta di Ponente è attraversata da strade che la dividono in due sezioni principali: il quadrilatero principale compreso tra via Vespucci, via Marco Polo, viale Michelangelo Buonarroti e via Fratti e la zona più a nord compresa tra via Marco Polo a e via Udine: questa ultima zona è attraversata da via Zara. 
All'interno del parco, esclusivamente nel tratto compreso tra via Marco e Polo e via Vespucci, sono presenti numerose attività tra cui bar, sale da ballo, noleggio cicli, giochi per bambini, campi da tennis, una bocciofila e un'area di sgambamento per cani all'altezza di via Aurelio Saffi.  Nel tratto compreso tra via Zara e via Marco Polo vi sono due aeree attrezzate per il fitness con barre alte per trazioni,  spalliera svedese, parallele alte e basse e altri supporti.

## Storia
L’origine della Pineta di Ponente (così come in quella di Levante) risale agli antichi boschi planiziali che coprivano tutto il litorale versiliese. 
Nel 1730, su suggerimento dell’ingegner Bernardino Zendrini gran parte del bosco viareggino fu abbattuto nell'errata convinzione che ciò servisse a debellare la malaria che flagellava la zona. 
Tale azione, non solo si rivelò inutile da questo punto di vista, ma anche dannosa per le coltivazioni, ora esposte al vento marino. Nel 1747 si iniziò a riforestare, sostituendo gli alberi originari con pini. 
Ulteriori semine furono eseguite nel 1771, 1796 e 1804.
Lo sviluppo edilizio cittadino del XIX secolo erose sempre più i boschi. La porzione più prossima al nucleo urbano assurse al ruolo di giardino pubblico. 
Nel 1875 fu inaugurato il Viale Gino Capponi e l'ingresso monumentale della Pineta di Ponente. Nello stesso anno fu realizzata la Casina della Pineta, come sede "rurale" di soccorso, gestita dalla locale Confraternita di Misericordia, oggi sede di un ristorante. 
Nel 1896 l'imprenditore inglese Noel Cripps ottiene la concessione per costruire un campo da tennis.
Nel 1906 la sezione principale (tra via Vespucci e via Marco Polo) arrivò ai suoi confini attuali.
Nel 1921 venne. istituito il corpo delle Guardie di Pineta, ospitate stabilmente in una casermetta dal 1924 (oggi sede di associazioni).
All’inizio del XX secolo furono realizzati i primi chalet in legno e in muratura.
Dal 1926 sui campi del Circolo Tennis Viareggio 1896 giocarono nomi importanti del tennis internazionale quali Gianni Kucel, Dora Markus, Canepele, Rolando e Marcello Del Bello, Merlo, Pietrangeli, Sirola, Nastase, Trabet, Buchols, Emerson, Fraser, Adriano Panatta, Corrado Barazzutti, Paolo Bertolucci, Tonino Zugarelli.
Nel 1935 fu proibita la caccia all'Inter della Pineta, mentre era ancora concesso in quegli anni il diritto di pascolo temporaneo. Nel 1938 fu realizzata la pista di pattinaggio Pino sul Tetto, una nuova caserma (oggi sede della Casa delle Donne) e un grande teatro all’aperto intitolato a Giacomo Puccini, ma noto come Teatro Péa (in onore di Enrico Pea). 
Quest'ultima struttura verrà demolita nel 1962.
Nel 1939 apre un secondo circolo di tennis, il Tennis Italia, tra via Marco Polo e via Zara.

Foto varie del parco
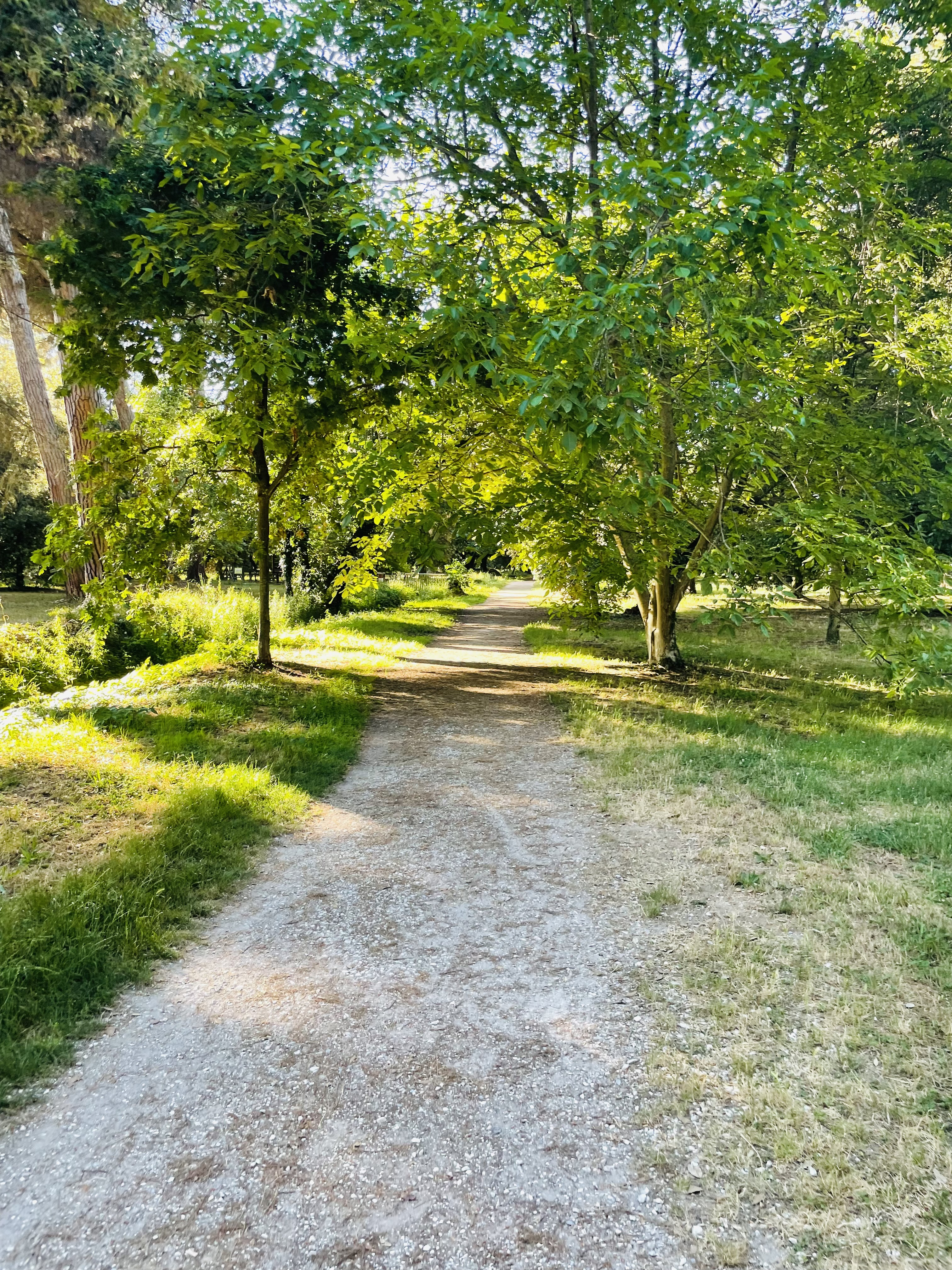
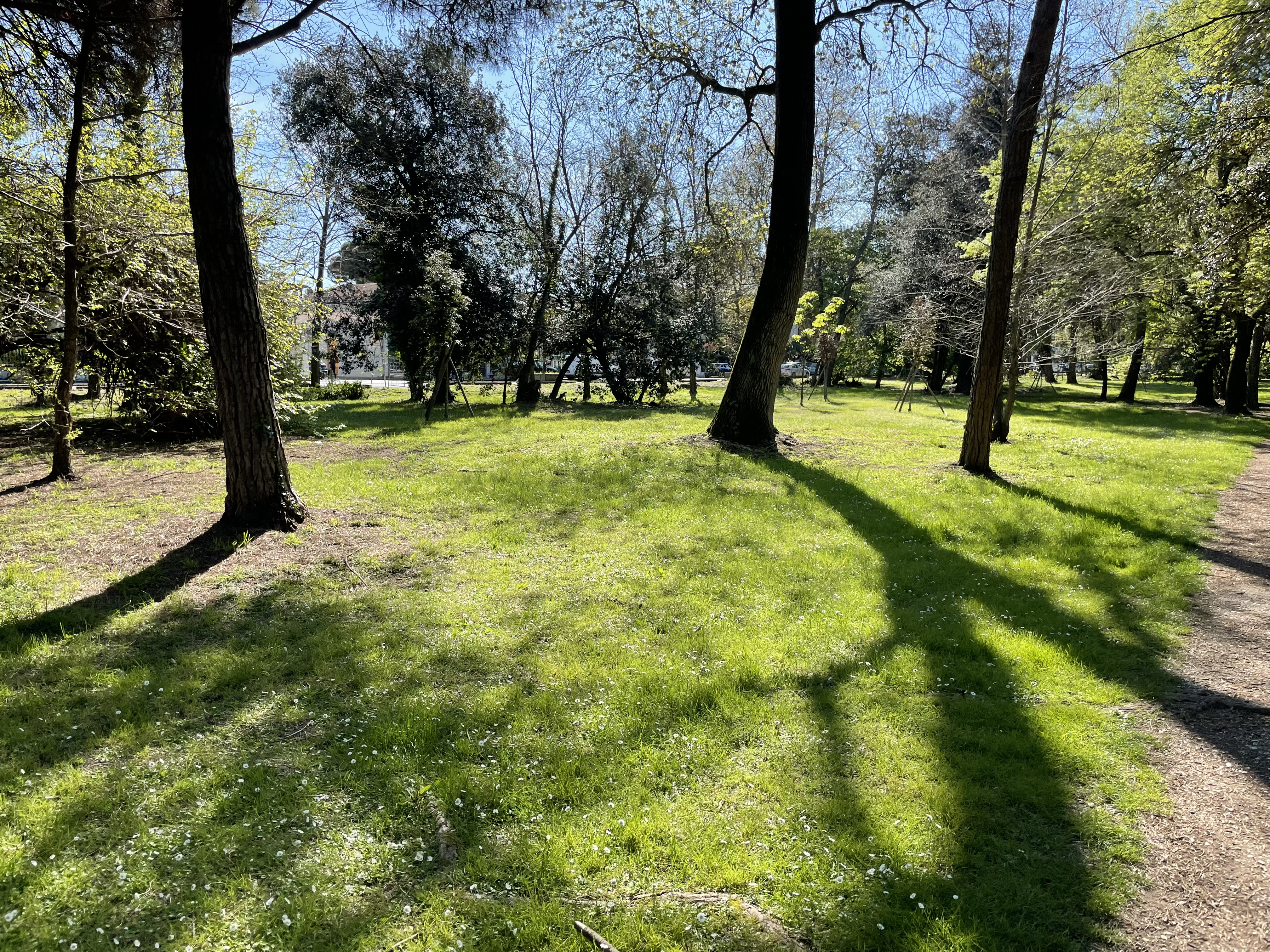
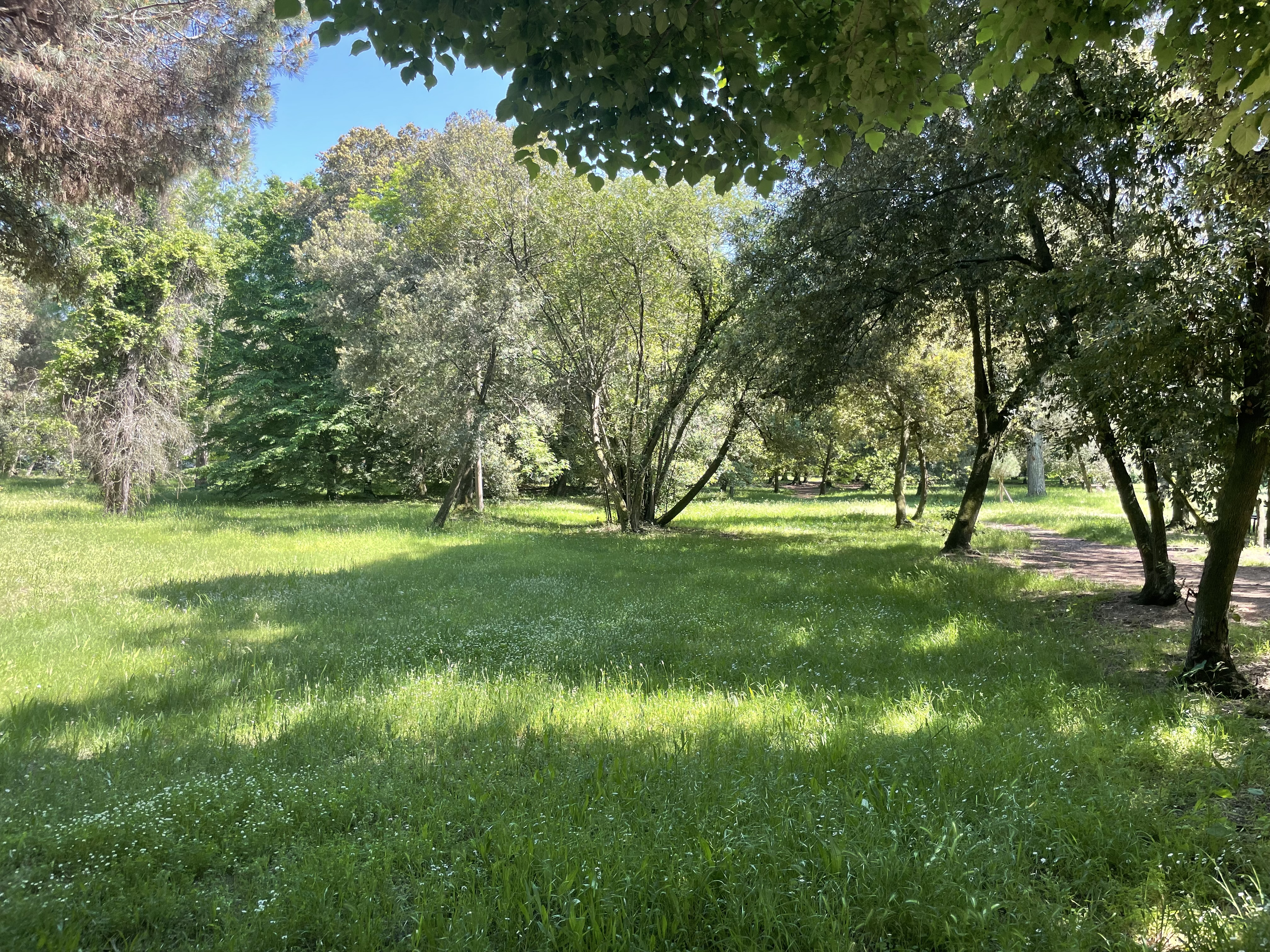
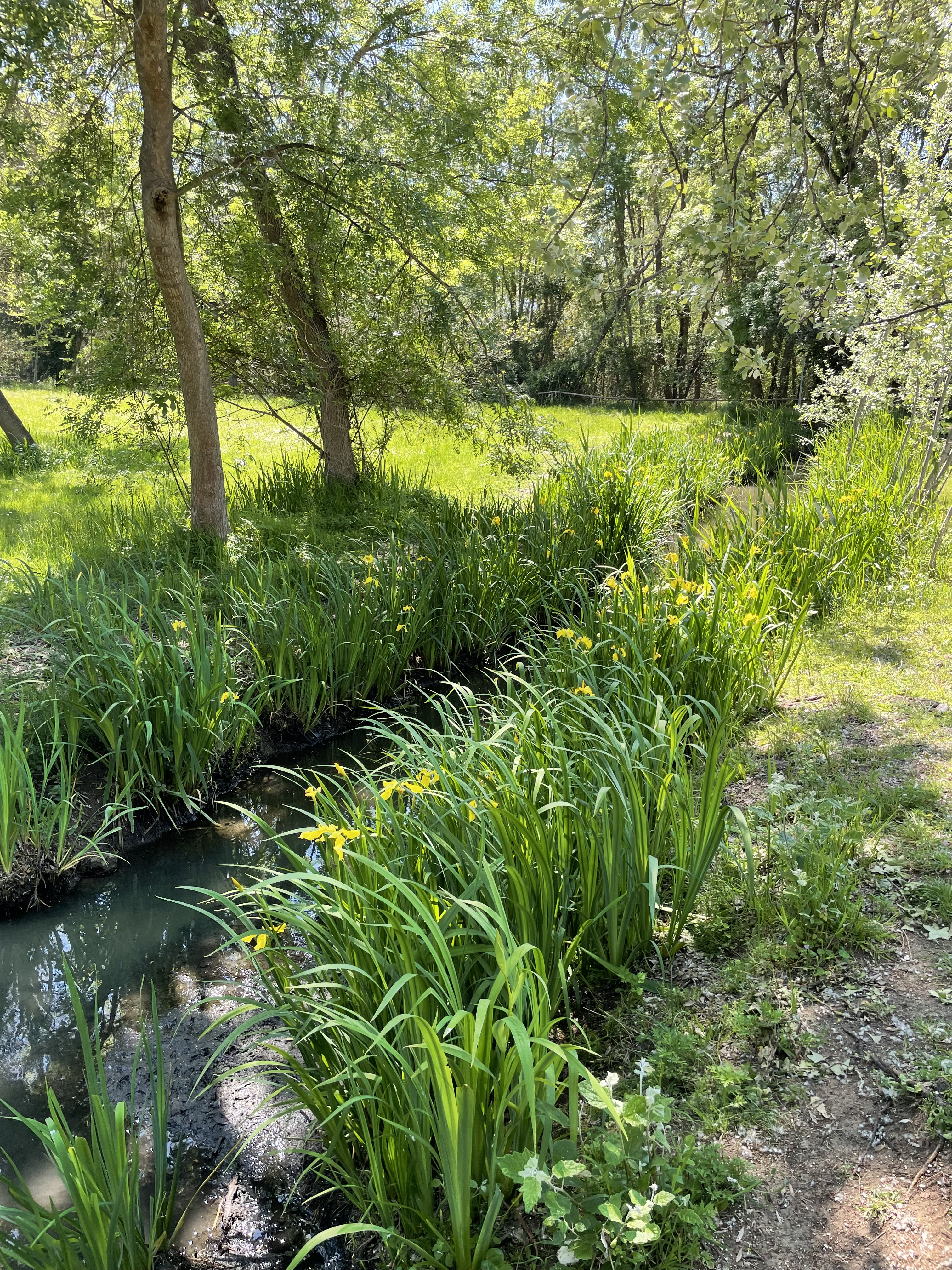
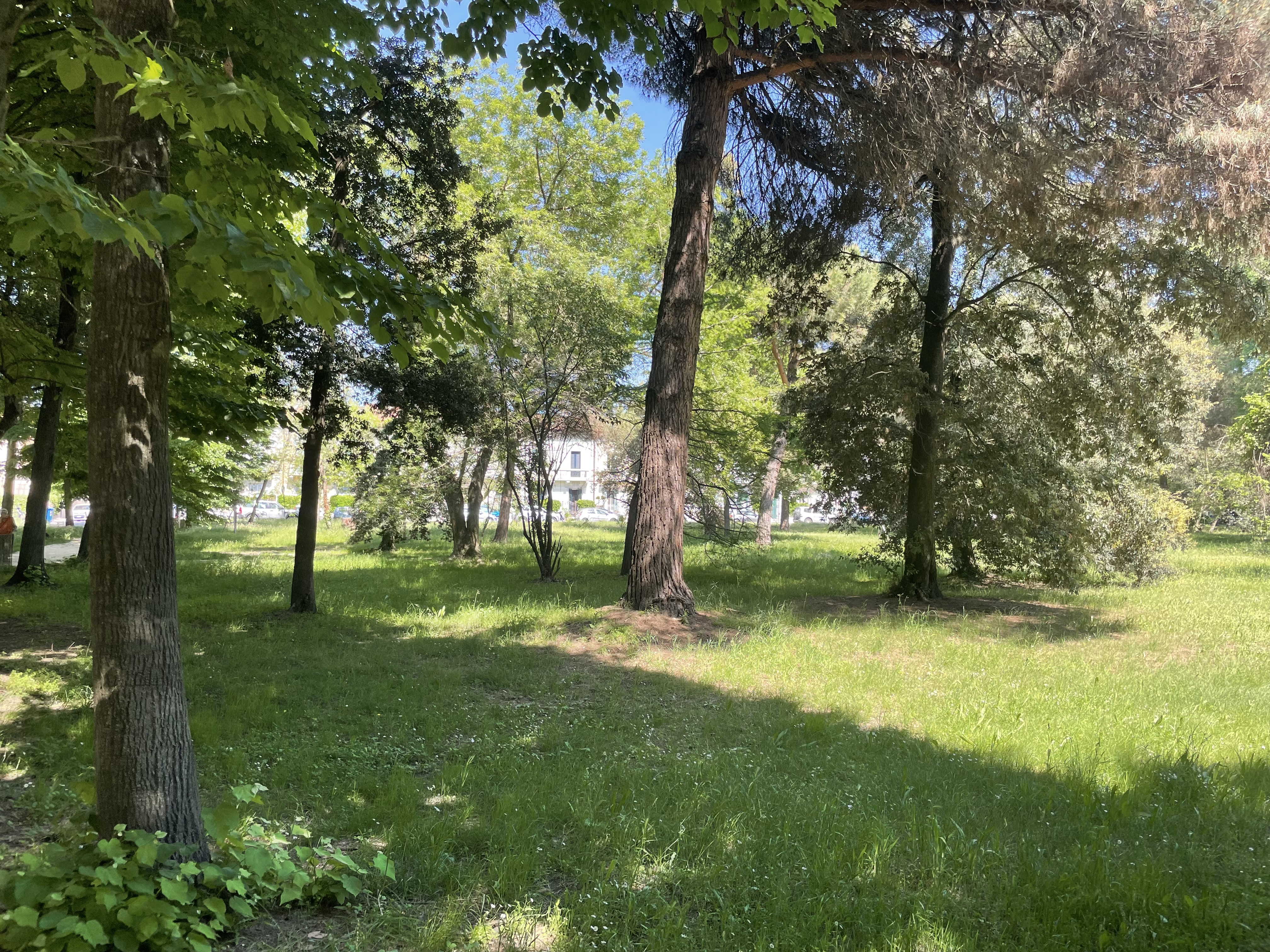
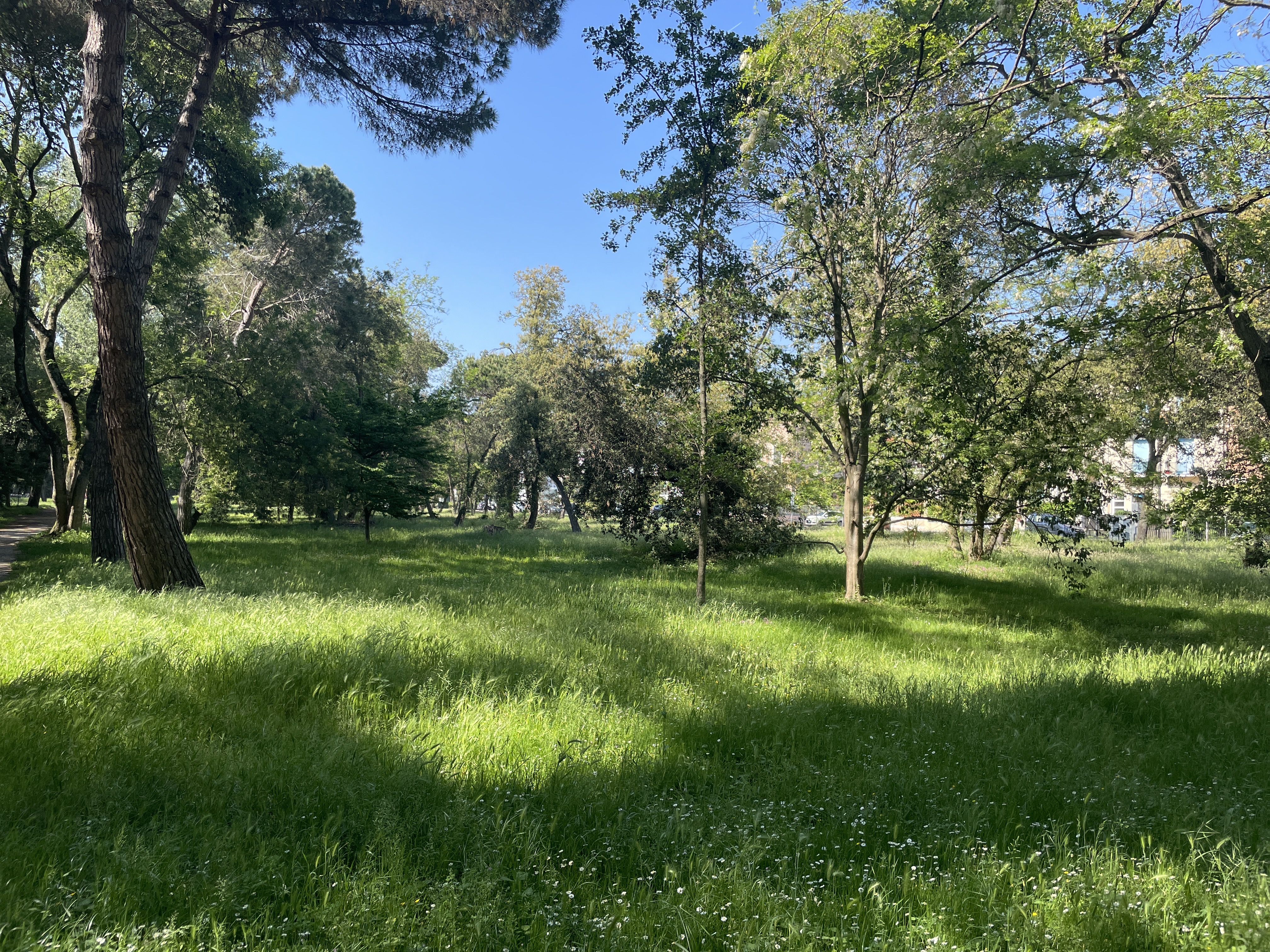
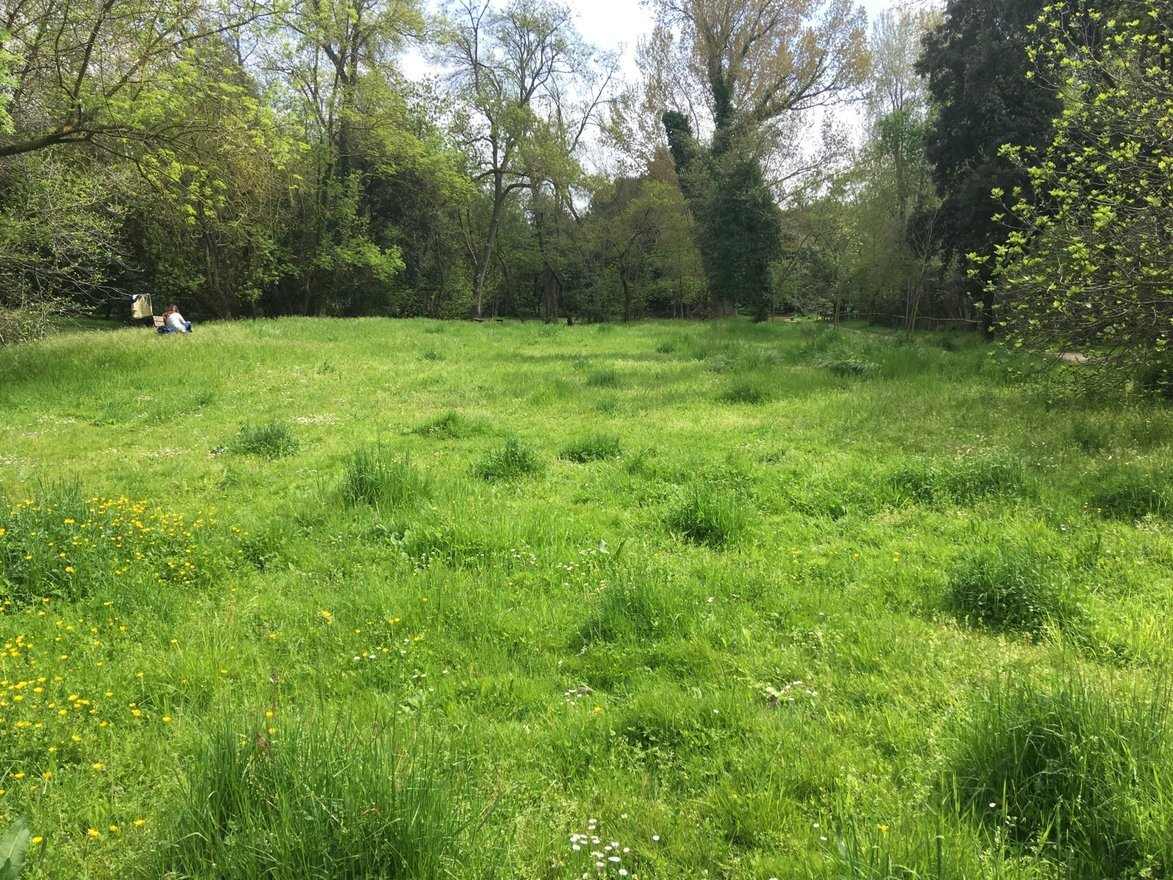
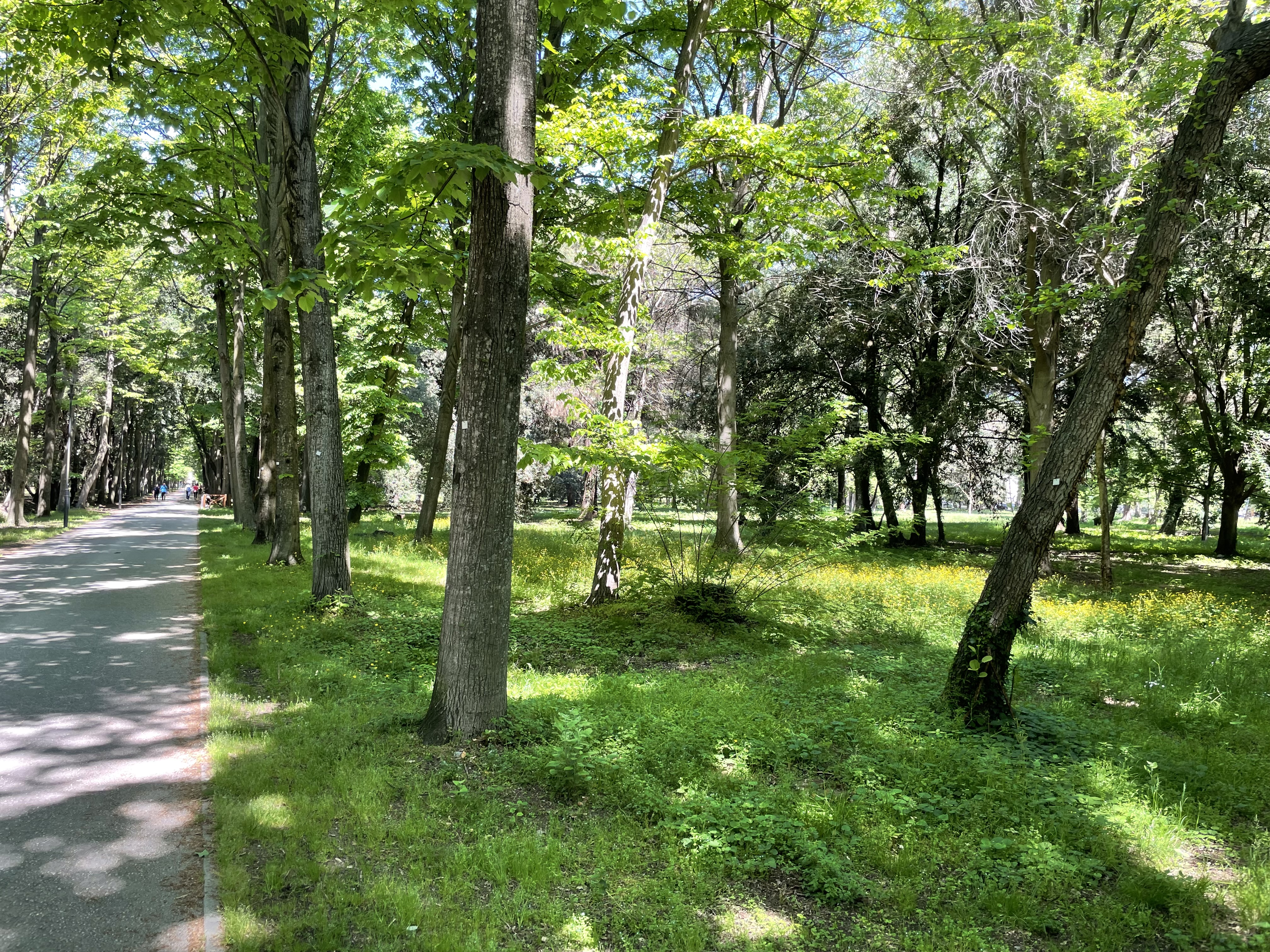
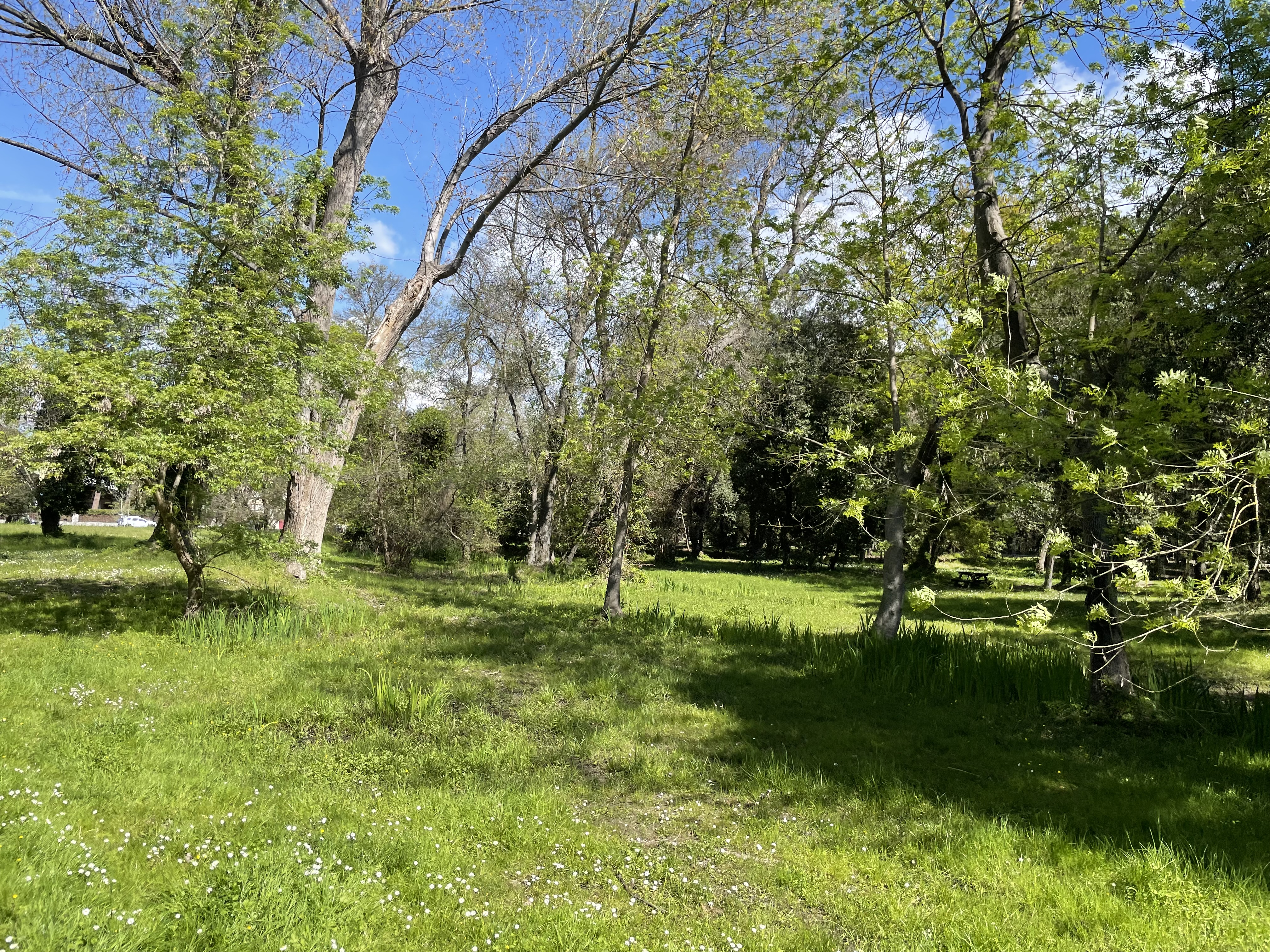
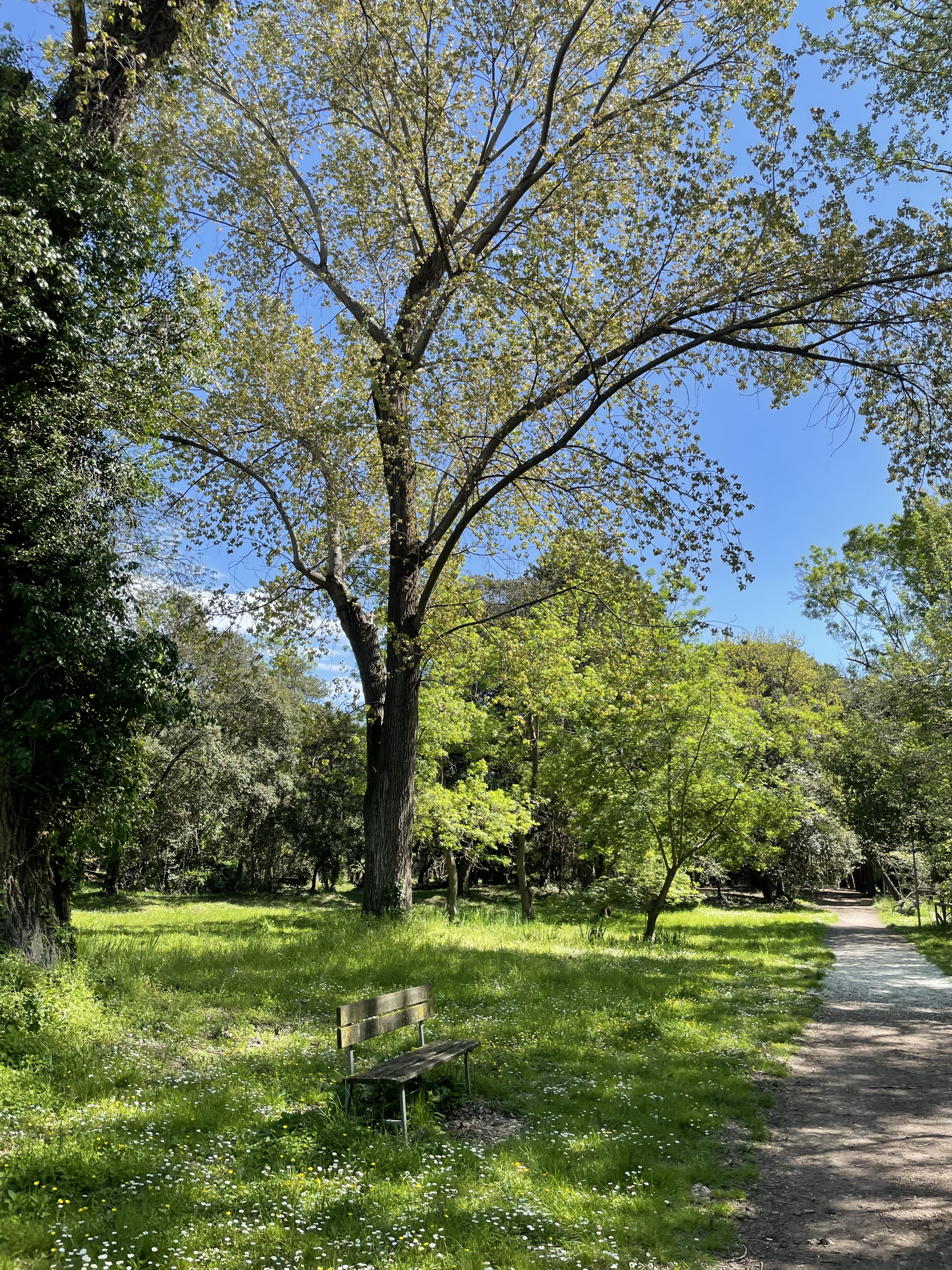
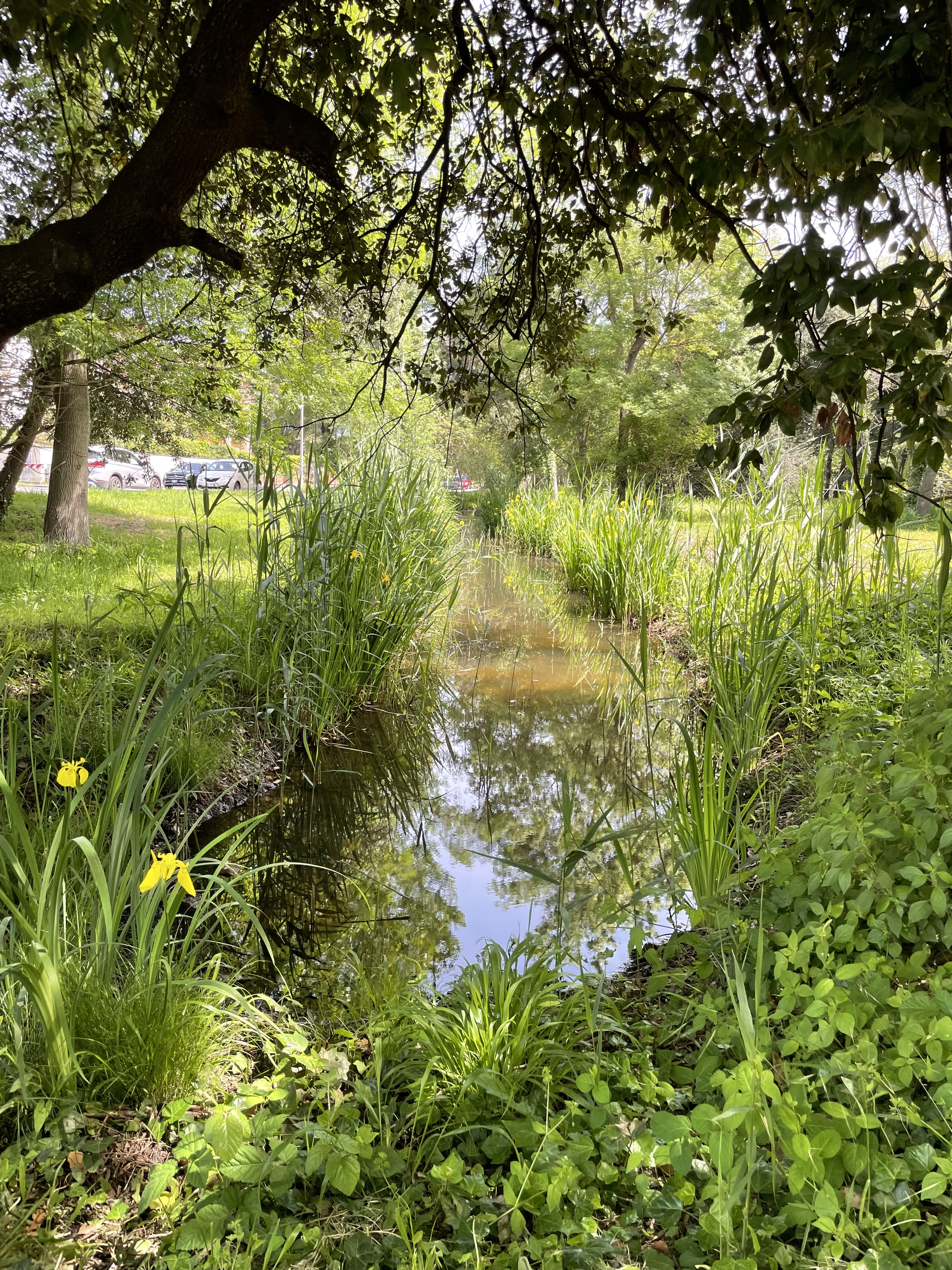

### Laghetto dei cigni
Negli anni ’50 fu realizzato il celeberrimo Laghetto dei Cigni: si trova a poca distanza da via Fratti all'altezza del tratto compreso tra via Nazario Sauro e via Giovanni Pascoli.
Al centro del piccolo specchio d'acqua si trova un piccolo mulino con ruota dove scorre l'acqua. Nel laghetto sono presenti anatre, oche, tartarughe, pesci. È fatto divieto dare agli animali pane e altri alimenti simili a base di farina.

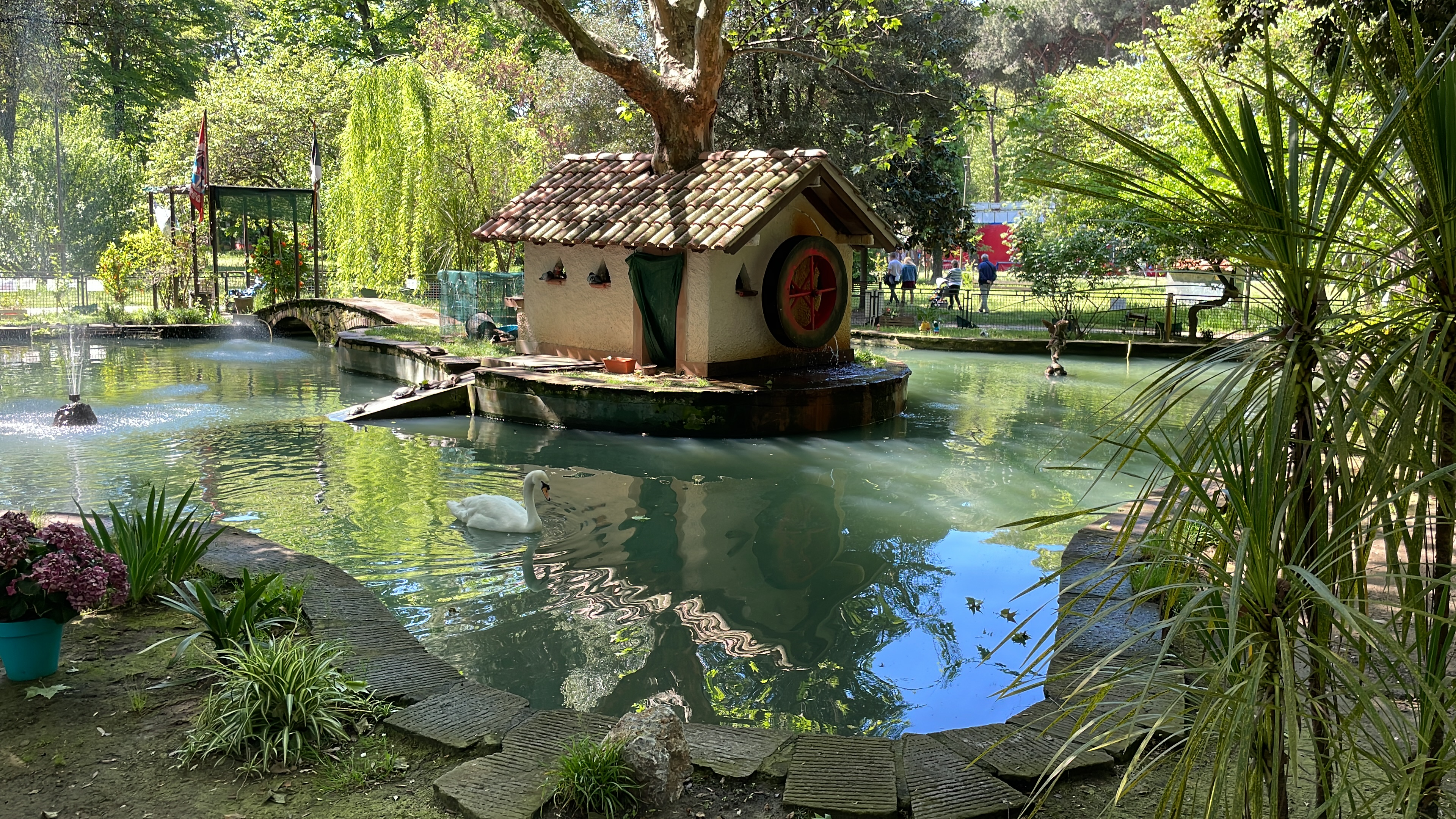
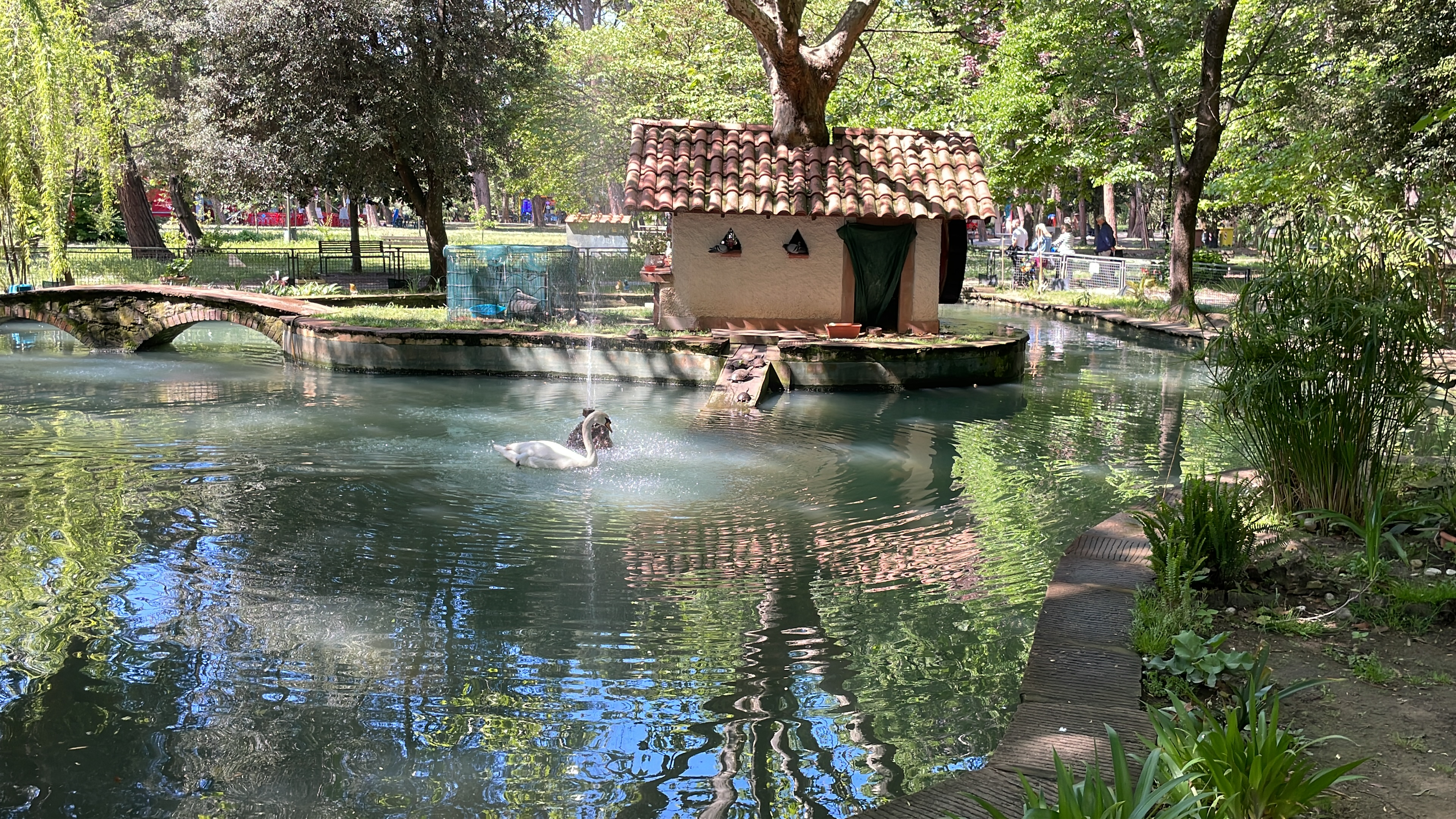
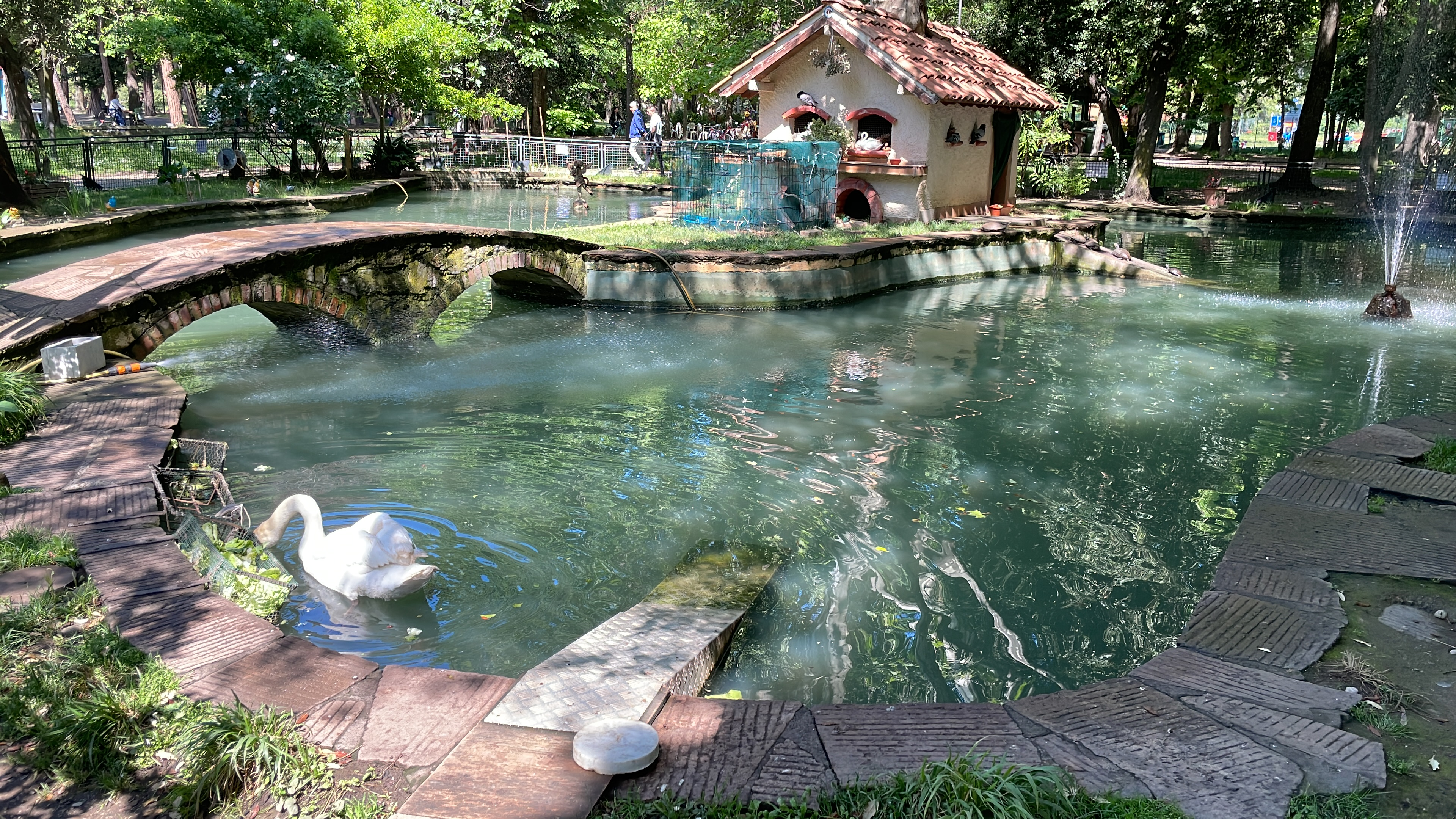
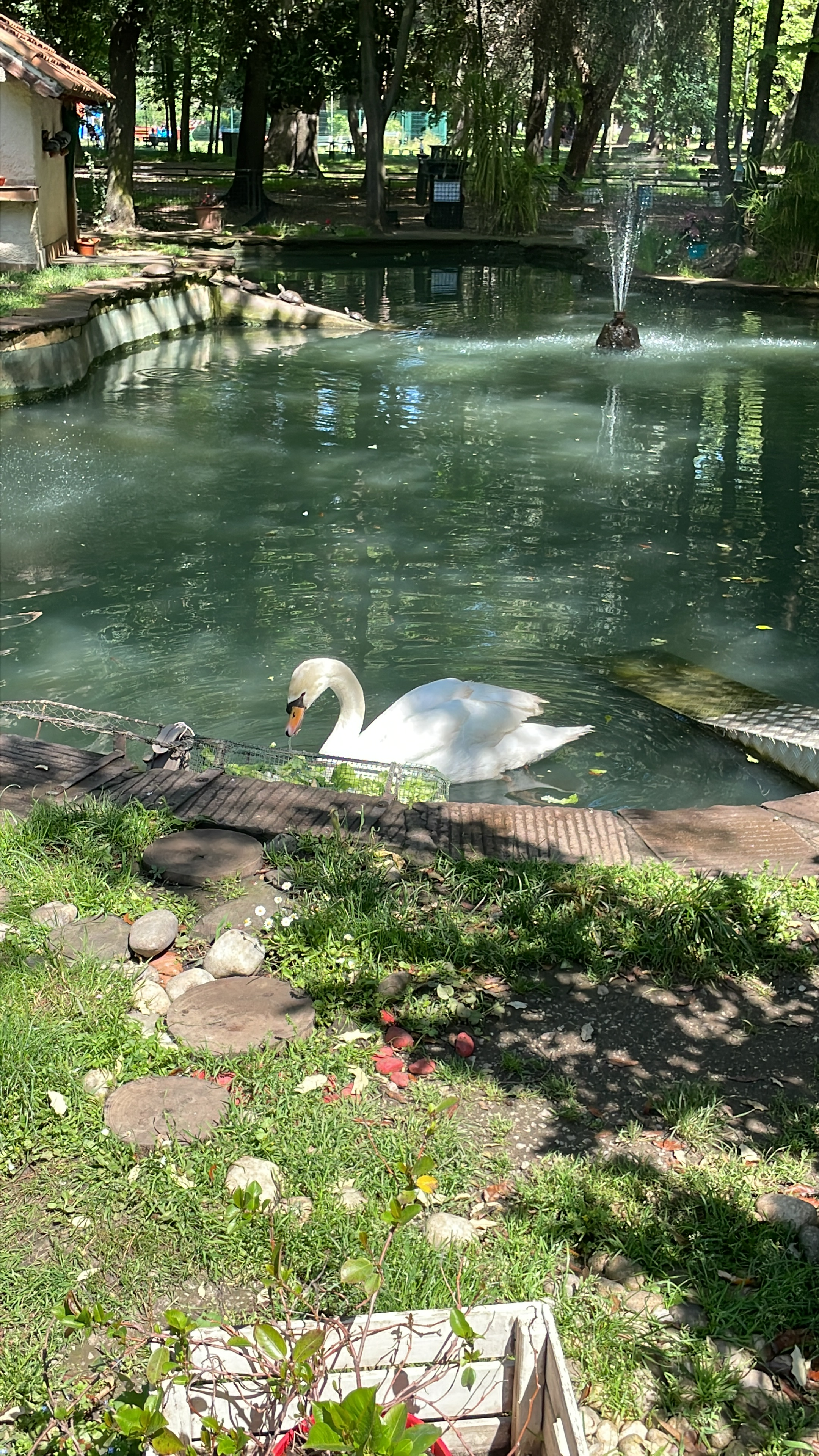
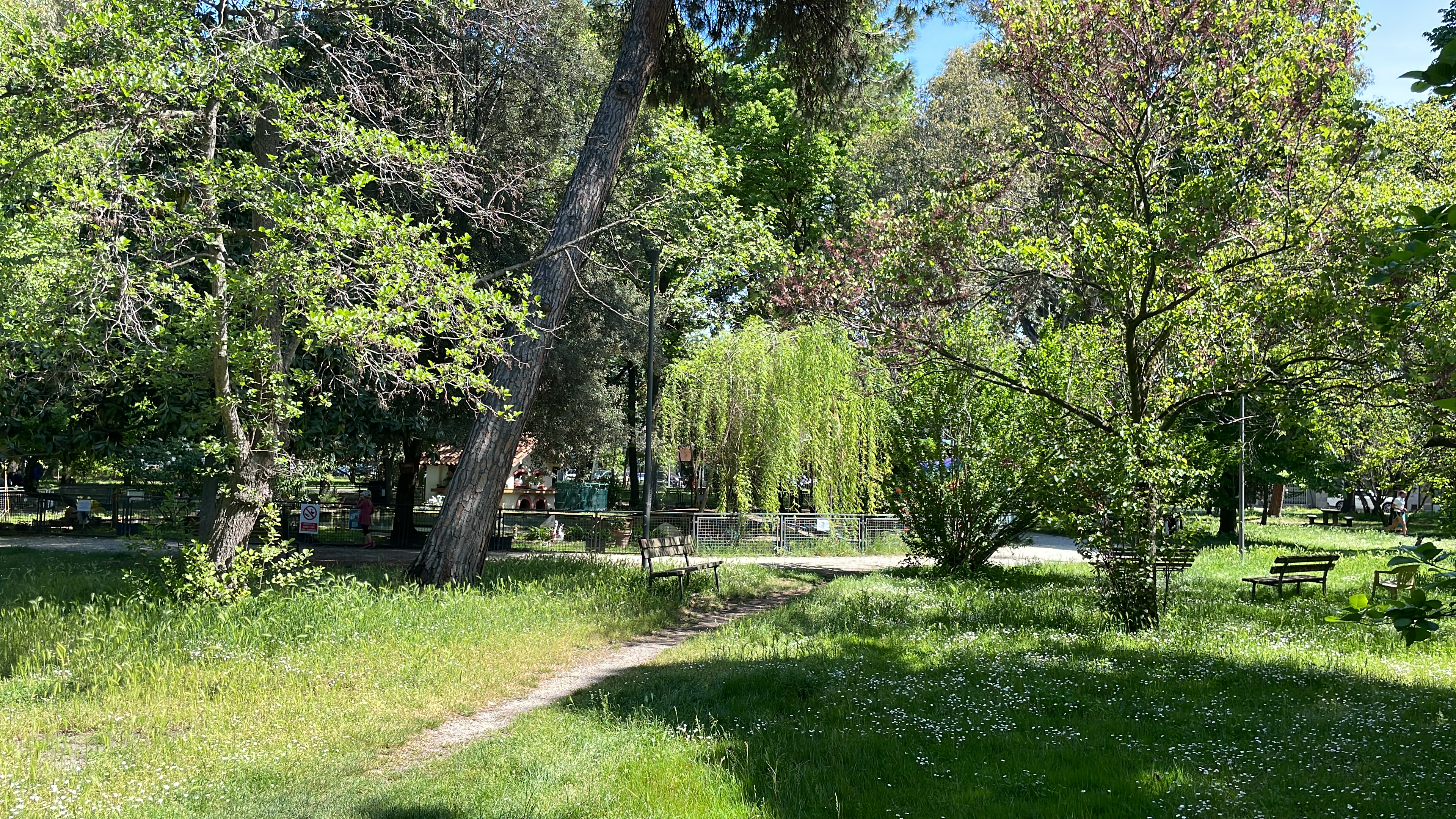